# اسامه السمنی
اسامه السمنی (عربی: أسامة السمني؛ زادهٔ ۲۹ سپتامبر ۱۹۸۸) یک ورزشکار اهل مصر است.

## باشگاهی
از باشگاه‌هایی که در آن بازی کرده‌است می‌توان به تپلیس، باشگاه فوتبال توکیو وردی، و باشگاه فوتبال توکیو وردی، اشاره کرد.